# Фокер D.X
Фокер D.X је једноседи једнокрили типа парасол ловачки авион направљен у Холандији. Авион је први пут полетео 1921. године. 

Највећа брзина авиона при хоризонталном лету је износила 225 km/h.
Био је наоружан са 2 фиксна митраљеза калибра 7,7 милиметара.

## Пројектовање и развој
После неуспешног ловца двокрилца Фокер D.IX, који је био даљи развој D.VII, Рајнхолд Плац је креирао аеродинамични моноплан са парасол крилом, који је био побољшана верзија ловца D.VIII. Направљен је на основу прототипа V.41, који није завршен пред крај Првог светског рата, али се успело да се пренесе у Холандију. Тамо је авион завршен, опремљен снажнијим мотором Hispano-Suiza 8Fb (Хиспано-Суиза 8Фб) (300 KS) и направљено је низ побољшања у дизајну. Тако је настао авион Фокер D.X који је први пут полетео 1921. године. 

## Технички опис
Труп му је правоугаоног попречног пресека, бокови трупа и под су равни а поклопац (горња страница) трупа закривљен. Носећа конструкција трупа је направљена од заварених челичних цеви високе чврстоће. Дијагонале за учвршћење рамова су од челичних цеви у пределу испред кокпита а иза према репу су жичане. Мотор је обложен лимом. Шперплочом је обложена и горња страна трупа све до репа авиона.  Изван лимене облоге, цео труп је обложен импрегнираним платном, укључујући и делове трупа обложене шперплочом. Пилот је седео у отвореном кокпиту. Прегледност из пилотске кабине је била добра. Два митраљеза су била у хаптичком пољу пилота тако да је могао интервенисати кад дође до њиховог застоја у раду.
Погонска група: Авион је био опремљен 8-мо цилиндричним течношћу хлађеним линијским мотором V распореда цилиндара, Hispano-Suiza 8Fb снаге 300 KS(220kW).  На вратилу мотора је била причвршћена од слојевито лепљеног дрвета направљена двокрака вучна елиса, непроменљивог корака. Хладњак за течност се налази иза мотора а расхладне ћелије му се виде са обе стране трупа авиона. Хладњак за уље се налази испод трупа авиона. Резервоар за гориво се налази у трупу авиона иза мотора. Ту је био смештен и резервоар за уље.
Авион Фокер D.X је висококрилни једнокрилац (парасол). Крило му је једноделно трапезастог облика са заобљеним крајевима и средње дебљине. Оса крила је управна на осу авиона. Конструкција крила је дрвена са две рамењаче. Предња рамењача са нападном ивицом крила чини торзиону кутију. Крила су пресвучена импрегнираним платном. На средини је крило најдебље а према крајевима та дебљина се смањује. Крило је балдахином повезано са трупом авиона. Предња рамењача се са четири подупирача ослања на труп (по два са сваке стране трупа) а задња рамењача се са два подупирача ослања на труп (по један са сваке стране). Конструкција елерона је цевасти челични оквир и челичне цеви као ребра, облога је од платна. Управљање елеронима је помоћу сајли за управљање.
Репне површине Овај авион нема фиксни вертикални стабилизатор па му је ту функцију преузело кормило правца. Два хоризонтална стабилизатора су троугластог облика направљени од челичних цеви, обложени платном и причвршћени за горњу страницу трупа. Кормило правца је направљено од челичних цеви и обложено платном. Кормила дубине су направљена од дрвета и такође обложена платном. Троугласти реп (хоризонтални стабилизатори) су ослоњени  цевастим челичним подупирачима са сваке стране на доњу страницу трупа.
Стајни орган је био класичан, два точка напред и трећа ослона тачка испод репа. Направљен као челична конструкција од заварених танкозидих цеви са фиксном осовином. Tочкови су били димензија Ø 690 mm x 83 mm. У циљу смањења аеродинмичког отпора точкови су направљени од лима без отвора на њима а осовина је обложена маском која има профил крила. Амортизација је била помоћу гумених каишева а на репном делу се налазила еластична дрвена дрљача.

## Наоружање
Авион је био наоружан са два синхронизована митраљеза који су се налазила испред пилота на горњој страни трупа и пуцала су кроз обртно поље елисе. Митраљези су се налазили у хаптичком пољу пилота тако да је могао да интервенише у случају застоја у паљби, што у то време није био редак случај.
| Наоружање авиона: Фокер        |                       |
| Ватрено (стрељачко) наоружање  |                       |
| Топ                            |                       |
| Митраљез                       |                       |
| Број и ознака митраљеза        | 2 × LMG 08/15 Spandau |
| Број метака                    | 500 по митраљезу      |
| Калибар                        | 7.92                  |
| Бомбардерско наоружање (бомбе) |                       |
| Ракетно наоружање (ракете)     |                       |

## Табела техничких података за авионе Фокер D.VIII и D.X
| Тип авиона Фокер  |                |             |
| ----------------- | -------------- | ----------- |
| Намена            | ловац          | ловац       |
| Година            | 1918.          | 1921.       |
| Посада            | 1              | 1           |
| Број крила        | 1 - парасол    | 1 - парасол |
| Дужина            | 5,92 m         | 8,00 m      |
| Размах            | 8,35 m         | 14,00 m     |
| Висина            | 2,60 m         | 3,00m       |
| Површина крила    | 10,70 m²       | 22,10 m²    |
| Маса празног      | 384 kg         | 860 kg      |
| Маса полетна      | 574 kg         | 1.246 kg    |
| Број мотора       | 1              | 1           |
| Мотор             |                |             |
| Снага             | 110 KS (80 kW) | 300 (220)   |
| Max. брзина       | 204 km/h       | 225 km/h    |
| Плафон            | 7.000 m        | 6.500 m     |
| Долет             | 300 km         | km          |
| Брзина пењања     | 394 m/min      | 305 m/min   |
| Наоружање митраљ. | 2 x 7,92mm     | 2 x 7,7mm   |

## Верзије
Нису прављене различите верзије овог авиона.

## Оперативно коришћење
Направљено је укупно 12 авиона овог типа. Десет авиона је продато Шпанији а један Финској. Прототип се при демонстрационом лету срушио и при томе тотално уништио.

## Земље које су користиле авион
- Шпанија
- Финска